# روبرت بينيت (رامي مطرقة)
روبرت بينيت (بالإنجليزية: Robert Bennett)‏ هو رامي مطرقة أمريكي، ولد في 9 أغسطس 1919 في بروفيدنس في الولايات المتحدة، وتوفي في 13 ديسمبر 1974.

## وصلات خارجية
- روبرت بينيت على موقع أوليمبيديا (الإنجليزية)